# Urrugne
Urrugne település Franciaországban, Pyrénées-Atlantiques megyében. Lakosainak száma 10 594 fő (2022. január 1.). Urrugne Ascain, Biriatou, Ciboure, Hendaye, Sare, Bera és Irun községekkel határos.

## Népesség
A település népessége az elmúlt években az alábbi módon változott:
| Lakosok száma | 9316 | 9674 | 10 189 | 10 317 | 10 432 | 10 418 | 10 495 | 10 543 | 10 594 |
|               | 2013 | 2015 | 2016   | 2017   | 2018   | 2019   | 2020   | 2021   | 2022   |